# Andrew L. Jefferson Jr.
Andrew Leon Thomas Jefferson Jr., född 19 augusti 1934 i Dallas, död 8 december 2008, var en amerikansk advokat, federal åklagare, Texas domare och federal rättslig kandidat till Förenta staternas appellationsdomstol för femte kretsen.

## Barndom och utbildning
Jefferson föddes i Dallas, Texas och avlade examen från Jack Yates High School i Houston år 1952. Han avlade sedan 1956 kandidatexamen från Texas Southern University. Jefferson avslutade sin utbildning 1959 när han avlade juristexamen vid University of Texas School of Law.

## Professionell karriär
Efter att ha startat sin karriär inom privatjuridik blev Jefferson en biträdande kriminalförvaltare för Bexar County 1962. Redan senare det året övergick han dock till att jobba för den amerikanska justitieministern Robert F. Kennedy. Han behöll denna roll i sex år.
Jefferson blev den 11 oktober 1979 nominerad till Förenta staternas appellationsdomstol för femte kretsen av Jimmy Carter. Han fick dock aldrig platsen.